# ویکتوریا جکسون
ویکتوریا جکسون (انگلیسی: Victoria Jackson؛ زادهٔ ۲ اوت ۱۹۵۹) یک هنرپیشه اهل ایالات متحده آمریکا است. وی از سال ۱۹۸۲ میلادی تاکنون مشغول فعالیت بوده‌است.
او در فیلم تو را تا مرگ دوست دارم بازی کرده‌است.